# 安沛起義
安沛起義是1930年2月10日在越南安沛省爆發義。

## 历史
1930年2月10日，越南國民黨策動安沛要塞的200名士兵起義，並號召全體越南人民反對法國殖民者及推翻傀儡阮朝皇帝保大帝，與法軍相持一星期後失敗，領導人阮太學被法政府俘虜，於1930年6月17日被處決。
越南國民黨的殘存幹部流亡到中國，接受國民政府的政治庇護。

## 图片

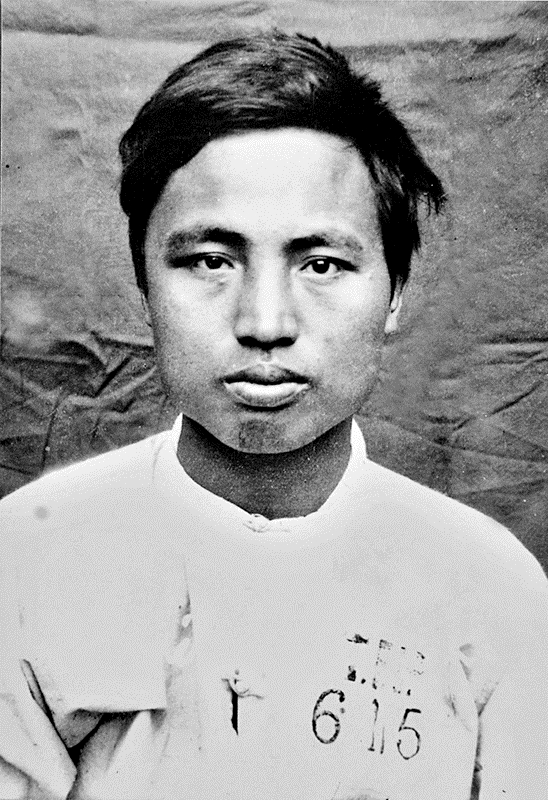
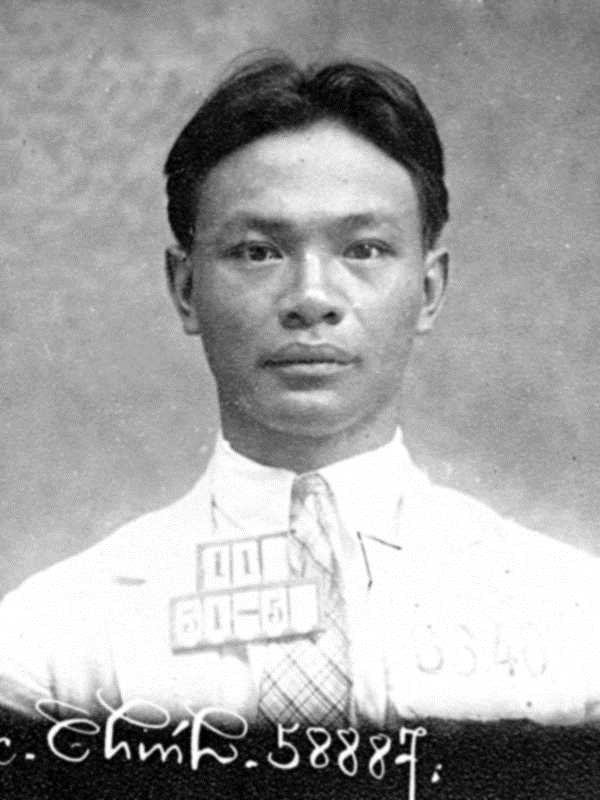
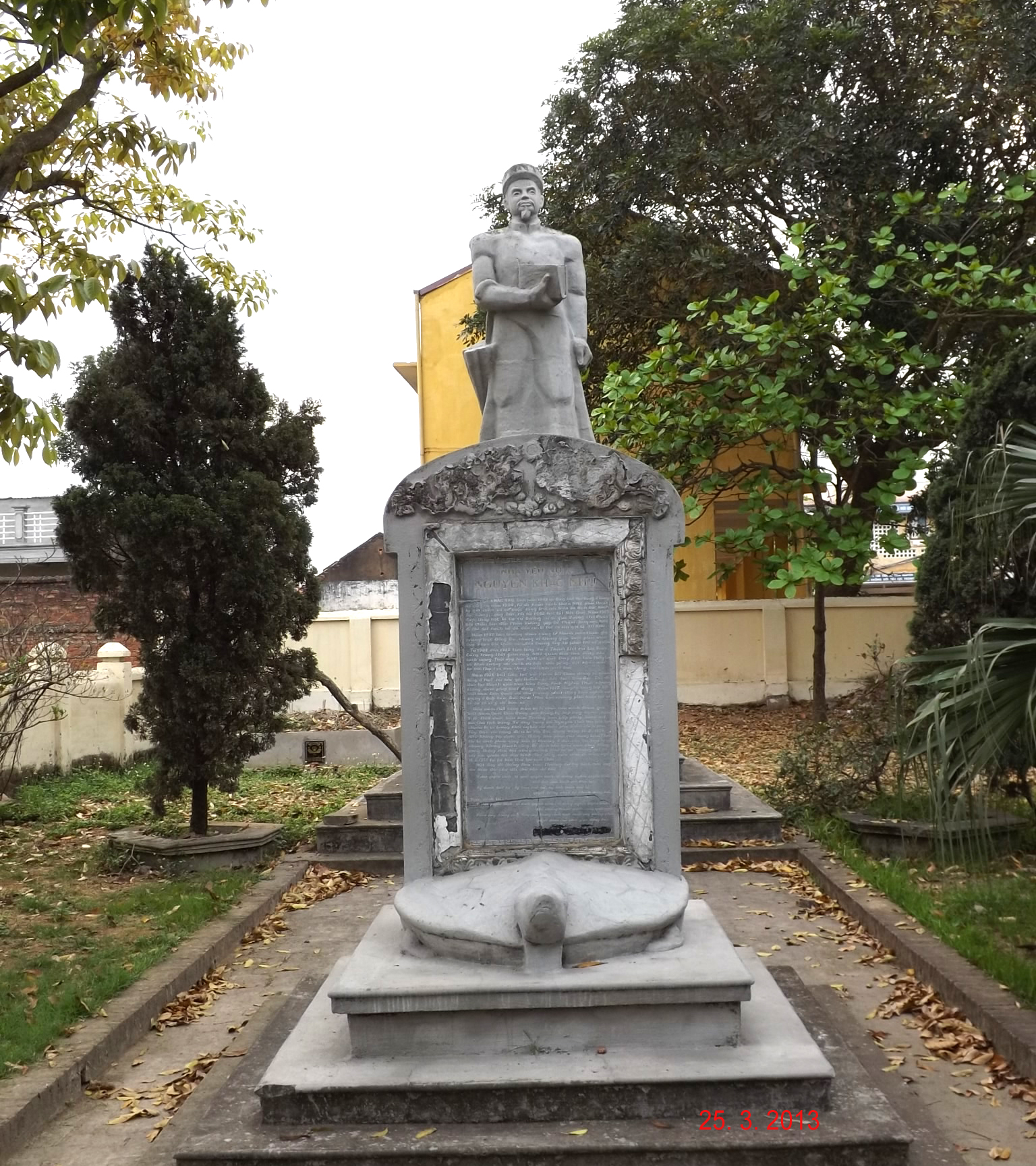
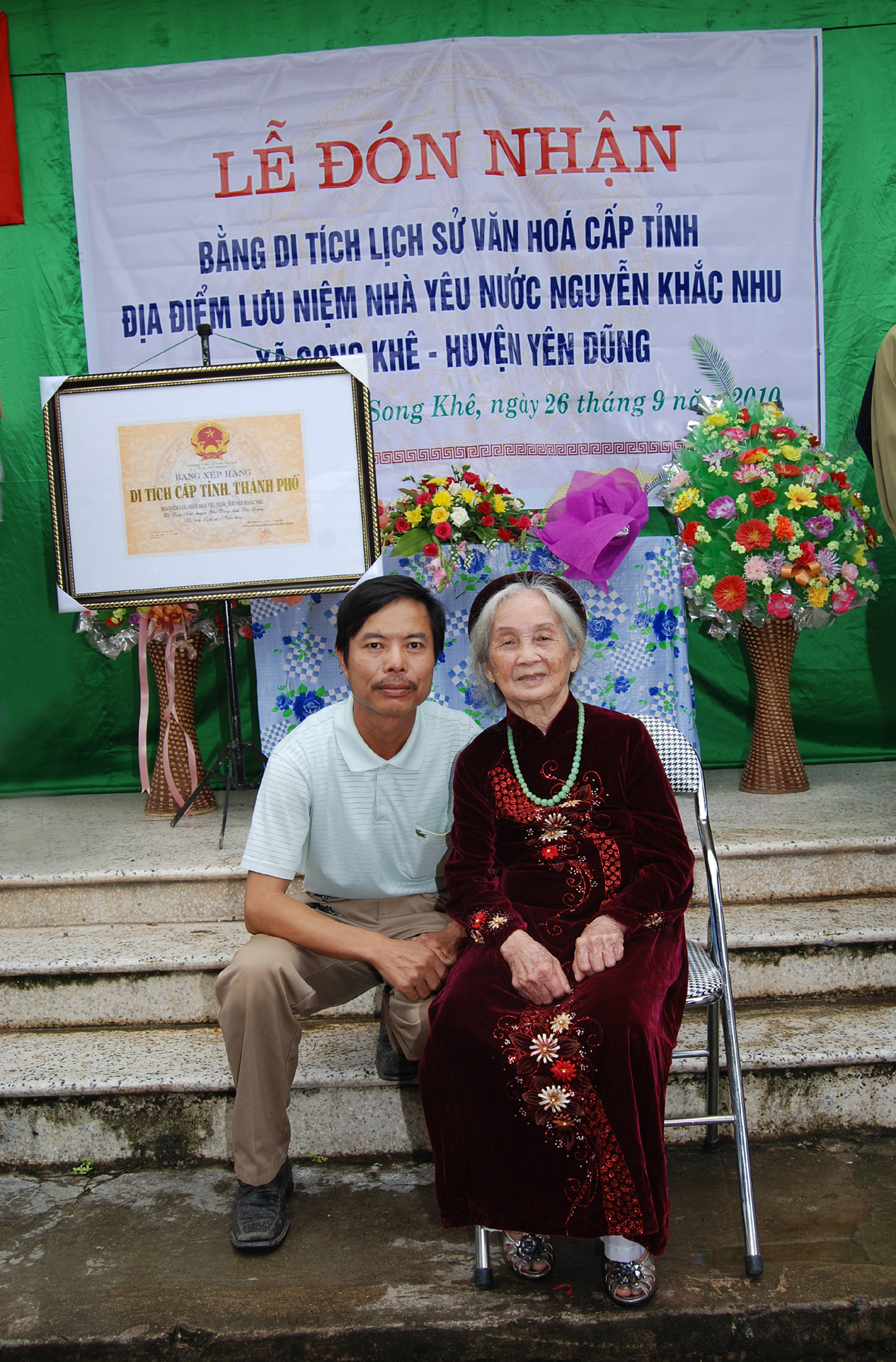
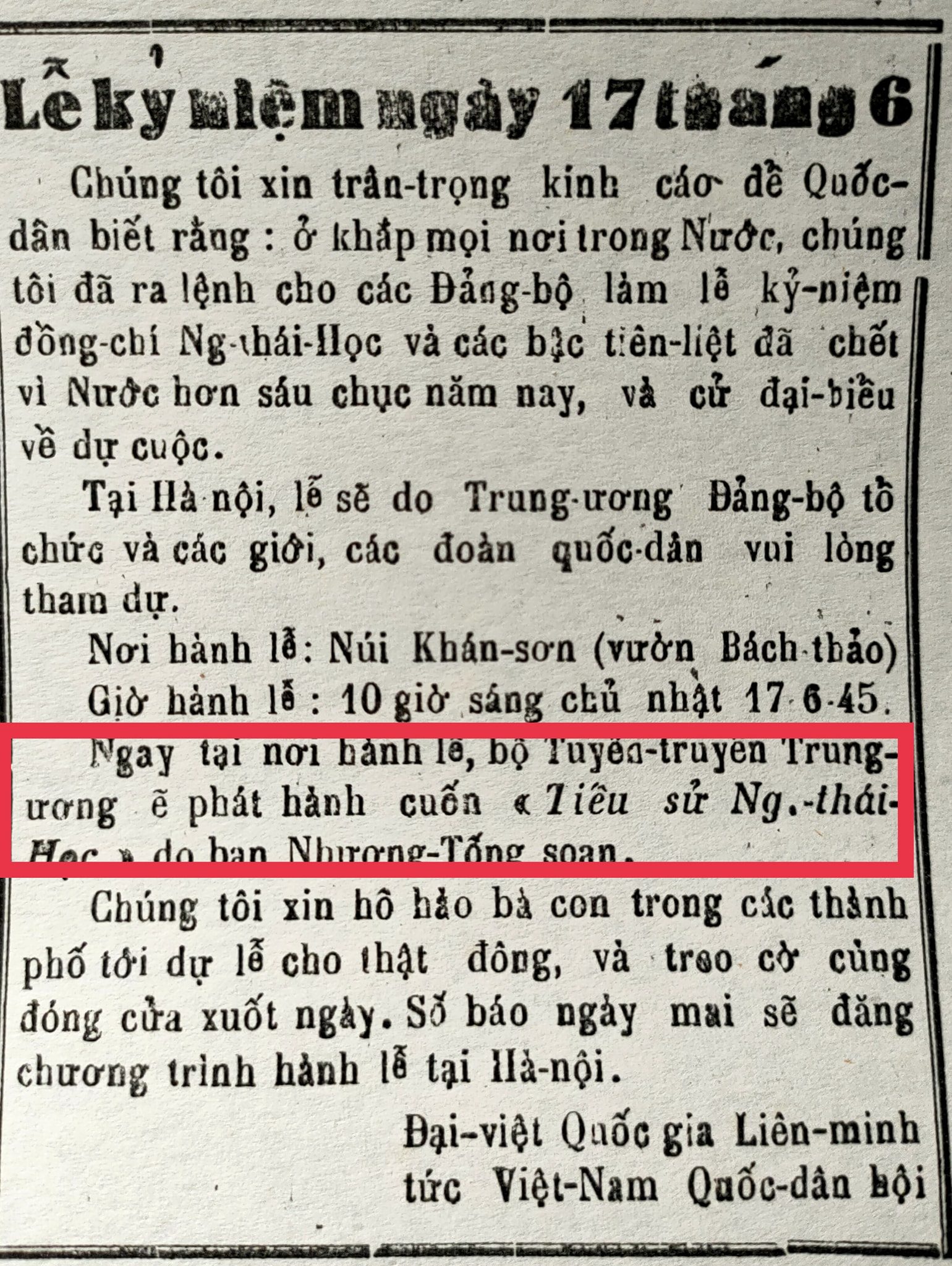
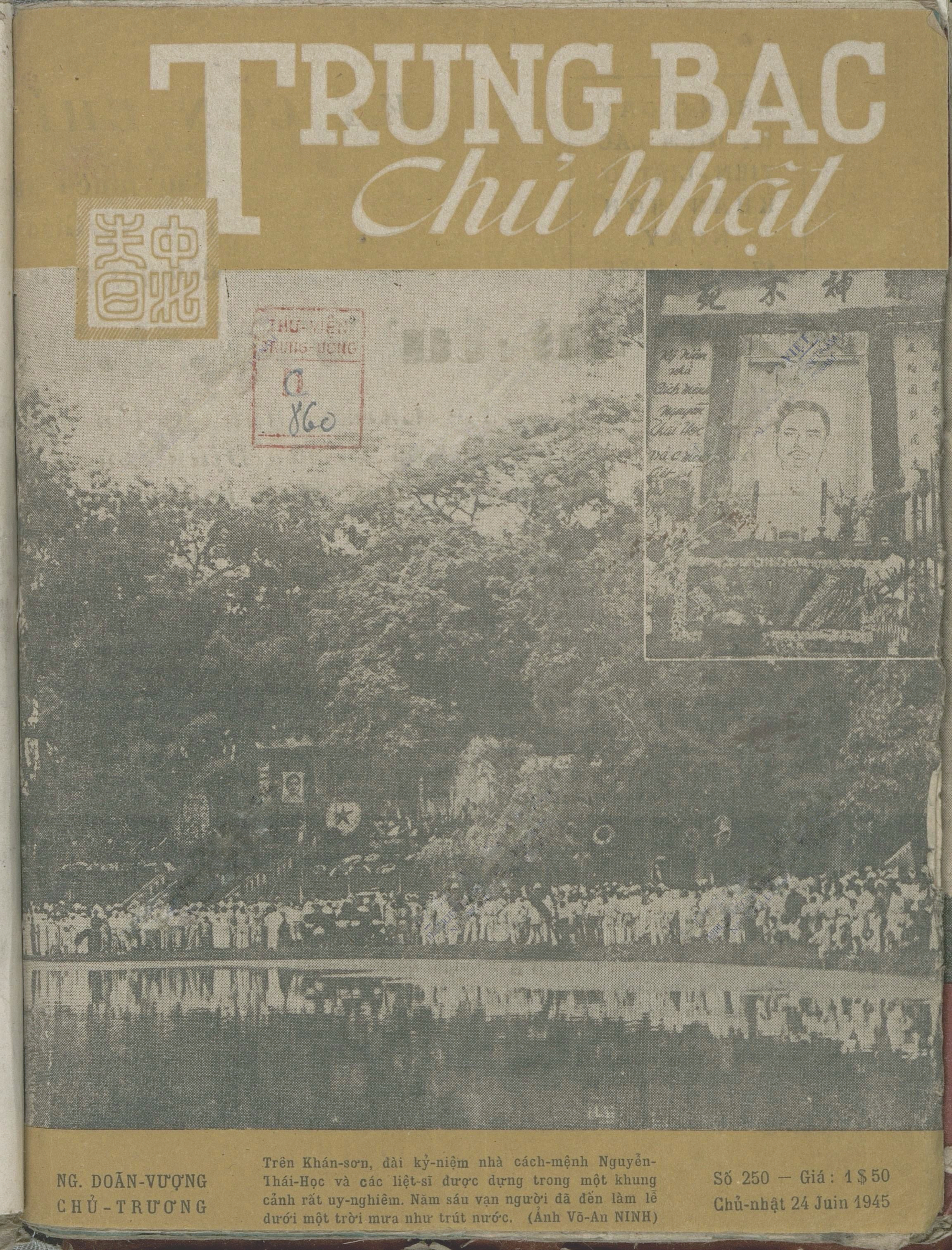
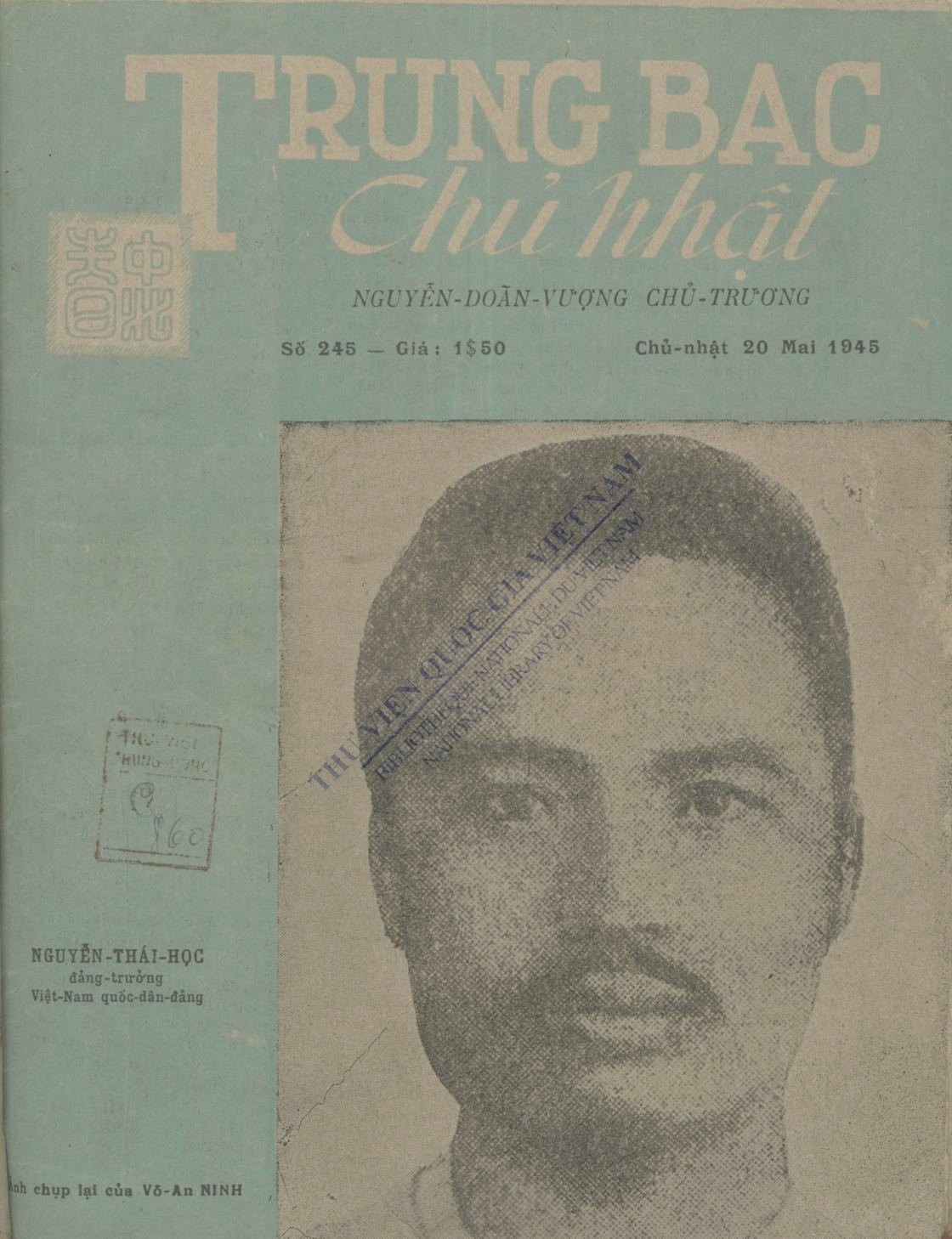
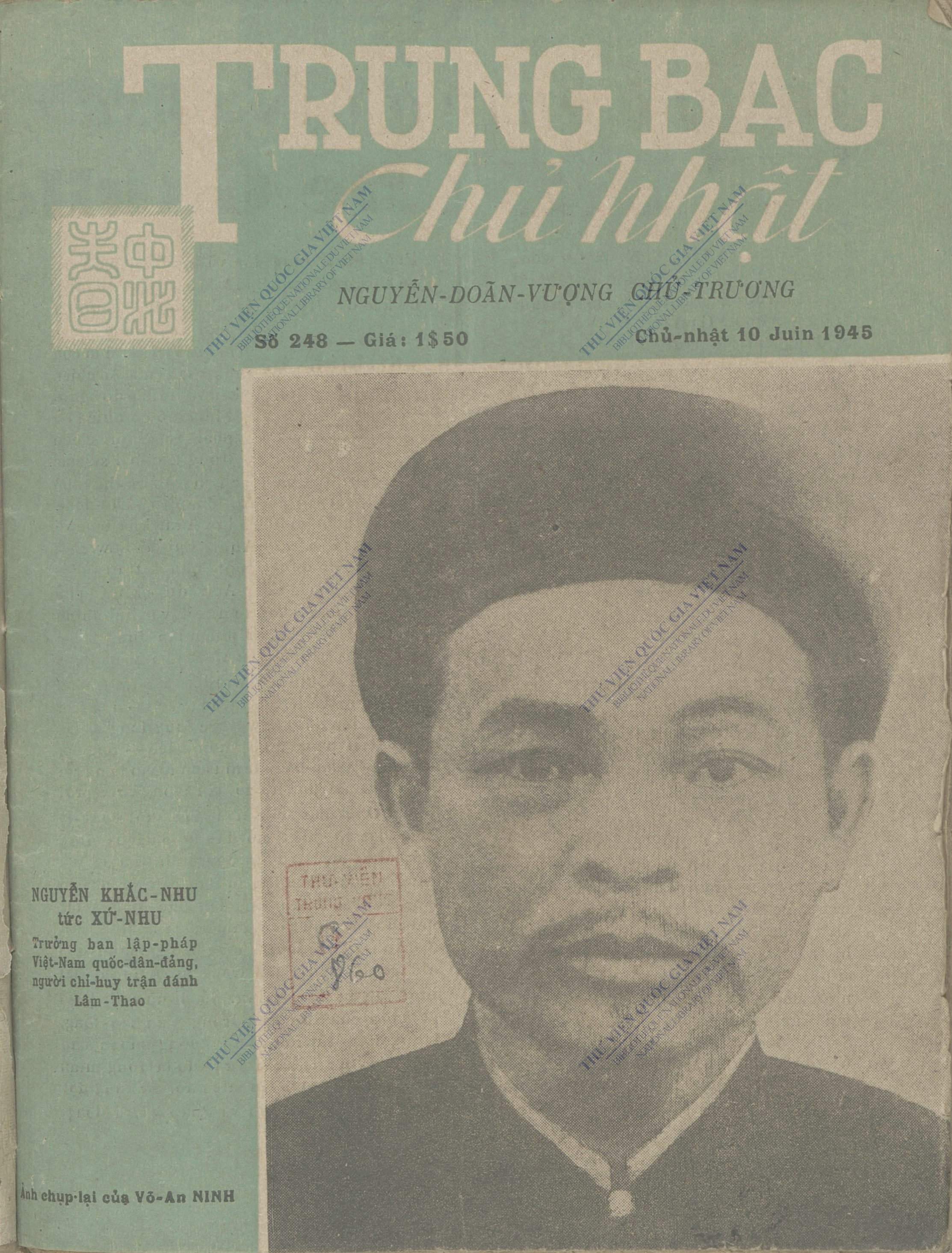